# Laurencia
Laurencia és un gènere d'algues vermelles de la família Rhodomelaceae que es troben en els mars i les costes, sobretot a prop d'illes.

## Taxonomia
Algunes de les espècies més comunes de Laurencia són:
- Laurencia nidifica - espècie invasora de Hawaii
- Laurencia brongniartii - present en els bancs de Protea
- Laurencia complanata
- Laurencia flexuosa - False Bay
- Laurencia glomerata - Port Nolloth i Melkbosstrand
- Laurencia natalensis - des de Pearly Beach fins Agulhas
- Laurencia obtusa - Cape Hangklip
- Laurencia peninsularis - endèmica de False Bay
- Laurencia pumila - àmpliament distribuïda des Tsitsikamma fins a Moçambic